# Michel Mohrt
Michel Mohrt (28 de abril de 1914 - 17 de agosto de 2011) fue un escritor e historiador francés nacido en  Morlaix, Finisterre, en Bretaña, y fallecido en París. Fue también traductor, editor y crítico literario, además de pintor (acuarelista). Miembro de la Academia Francesa en la que ocupó el asiento número 33.

## Datos biográficos
Michel Mohrt empezó su carrera de letras a la edad de 14 años ilustrado con grabados de madera una obra del escritor bretón Jakez Riou. Hizo estudios de derecho y letras en la [:fr:université de Rennes|Universidad de Rennes]]. Estuvo inscrito en la barra de abogados de Morlaix desde 1937.
Durante la Segunda Guerra Mundial actuó como oficial en el ejército de los Alpes (contra los italianos), en la región del valle del Vesubio. 
Después de la guerra se inscribió en la barra de Marsella, ciudad en donde con la amistad de Robert Laffont, se introdujo en el mundo literario. Viajó después a los Estados Unidos y a Canadá. En la Universidad de Yale dio cursos de literatura francesa. Regresó a Francia en donde trabajó para la editorial Gallimard como especialista en literatura americana. Mantuvo lazos de amistad con Robert Penn Warren, William Styron, Jack Kerouac y William Faulkner.
Recibió en 1962 por su libro La Prisión Marítima el Gran Premio de Novela de la Academia Francesa. 
El 18 de abril de 1985 fue elegido miembro de la Academia Francesa, sucediendo a Marcel Brion en el asiento número 33 (asiento que en su época fue ocupado por Voltaire). 
Fue crítico literario, publicando sus trabajos en el periódico Le Figaro.

## Obra
- 1928 : Gorsedd Digor, gant Jakez Riou. Skeudennaouet gant M(ichel) Mohrt. Brest. 1928.
- 1943 : Montherlant, « homme libre » (Gallimard)
- 1943 : Les Intellectuels devant la défaite de 1870 (Buchet-Chastel)
- 1945 : Le Répit, roman (Albin Michel)
- 1948 : Le Cavalier de la nuit, R. Penn Warren (Stock)
- 1949 : Mon royaume pour un cheval (Albin Michel)
- 1951 : Les Nomades (Albin Michel)
- 1952 : Marin-la-Meslée (Pierre Horay)
- 1953 : Le Serviteur fidèle (Albin Michel)
- 1955 : Le Nouveau Roman américain (Gallimard)
- 1956 : La Littérature d’Amérique du Nord, dans Histoire des Littératures, tome II (Gallimard)
- 1961 : La Prison maritime (Gallimard)
- 1963 : traducteur de La Marche de nuit, de William Styron (Gallimard)
- 1965 : La Campagne d’Italie (Gallimard)
- 1969 : L’Ours des Adirondacks (Gallimard)
- 1970 : L’Air du large (Gallimard)
- 1970 : Un jeu d’enfer, teatro (Gallimard)
- 1974 : Deux Indiennes à Paris (Gallimard)
- 1975 : Les Moyens du bord (Gallimard)
- 1979 : La Maison du père, cuento (Gallimard)
- 1980 : Paquebots, le temps des traversées (Éditions Maritimes et d’Outre-Mer)
- 1986 : La Guerre civile (Gallimard)
- 1988 : Vers l’Ouest (Olivier Orban)
- 1988 : L’Air du large II (Gallimard)
- 1989 : Le Télésiège (Gallimard)
- 1989 : Benjamin ou Lettres sur l’inconstance (Gallimard)
- 1991 : L’Air du temps (Le Rocher)
- 1991 : Un soir, à Londres (Gallimard)
- 1992 : Monsieur l’Ambassadeur teatro (Gallimard)
- 1992 : On liquide et on s’en va, sotie (Gallimard)
- 1996 : Les Dimanches de Venise (Gallimard)
- 1998 : Bouvard et Pécuchet, de Gustave Flaubert (Gallimard)
- 1998 : L’Ile des fous, nouvelles (Le Rocher)
- 1999 : De bonne et mauvaise humeur (Le Rocher)
- 2000 : Tombeau de La Rouërie (Gallimard)
- 2002 : Jessica ou l'amour affranchi (Gallimard)

## Reconocimientos
- Oficial de la Legión de Honor
- Cruz de la Guerra 1939 - 1945
- Oficial de Artes y de Letras